# Осташево (гміна)
Гміна Осташево (пол. Gmina Ostaszewo) — сільська гміна у північній Польщі. Належить до Новодворського повіту Поморського воєводства.
Станом на 31 грудня 2011 у гміні проживало 3269 осіб.

## Територія
Згідно з даними за 2007 рік площа гміни становила 60.65 км², у тому числі:
- орні землі: 83.00%
- ліси: 0.00%

Таким чином, площа гміни становить 9.29% площі повіту.

## Населення
Станом на 31 грудня 2011:
| Опис     | Загалом | Загалом | Чоловіки | Чоловіки | Жінки | Жінки |
| -------- | ------- | ------- | -------- | -------- | ----- | ----- |
| одиниця  | осіб    | %       | осіб     | %        | осіб  | %     |
| все      | 3269    | 100     | 1682     | 51.45    | 1587  | 48.55 |
| міське   | 0       | 100     | 0        |          | 0     |       |
| сільське | 3269    | 100     | 1682     | 51.45    | 1587  | 48.55 |

## Сусідні гміни
Гміна Осташево межує з такими гмінами: Ліхнови, Новий Двур-Ґданський, Новий Став, Стеґна, Сухий Домб, Цедри-Вельке.